# Parooforon
Parooforonul (corpul lui Waldeye) este un organ rudimentar al aparatului genital feminin, amplasat în mezosalpinge (ligamentul larg al uterului) în vecinătatea hilului ovarului, între epooforon și uter. Parooforonul reprezintă mici vezicule, canalicule cu terminații oarbe, căptușite cu un epiteliu ciliat cilindric. Parooforonul este un rest al ductelor mezonefrice Wolff, care involuează în timpul dezvoltării embrionare.
Parooforonul se întâlnește doar la fetițe, în primii ani de copilărie, la femeile adulte fiind complet absent.

## Omologie
Organul omolog al parooforonul este paradidimul, formațiune amplasată deasupra capului epididimar la bărbați.